# Simple Plan
Simple Plan là một ban nhạc punk/alternative của Canada từ Montréal, Quesbec. Các thành viên gồm Pierre Bouvier (hát chính), Jeff Stinco (guitar chính), Sébastien Lefebvre (guitar đệm, hát phụ/hát bè), David Desrosiers (bass, hát phụ/hát bè) và Chuck Comeau (trống và bộ gõ). Họ đã phát hành bốn album phòng thu: No Pads, No Helmets... Just Balls (2002); Still Not Getting Any... (2004); Simple Plan (2008) và Get Your Heart On! (2011), cũng như hai album trực tiếp: Live in Japan 2002 (năm 2003) và MTV Hard Rock Live (2005).